# Учкуланский район
Учкуланский район — административно-территориальная единица в составе Карачаевской автономной области, существовавшая в 1935—1943 годах. Центр — аул Учкулан.
Учкуланский район был образован 23 января 1935 года в составе Карачаевской АО Северо-Кавказского края. В его состав вошли Даутский, Джазлыкский, Карт-Джуртский, Учкуланский и Хурзукский с/с.
13 марта 1937 года Карачаевская АО вошла в состав Орджоникидзевского (с 12 января 1943 — Ставропольского) края.
12 октября 1943 года Карачаевская АО была упразднена. Одновременно был упразднён и Учкуланский район — его территория была передана в состав Грузинской ССР, где вошла в Клухорский район.